# El Mármol

Delegaciones del Municipio de San Quintín, con El Mármol en número 5.

El Mármol es una delegación del municipio de Ensenada en el estado de Baja California, México. Tiene una población aproximada de 550 habitantes y está formada por las pequeñas comunidades de Guayaquil, San Agustín, Santa Catarina, Rancho Catarina, Punta Canoas, La Lobera, Faro San José, Punta Blanca, San José de las Palomas, Cataviñá, San Martín y El Gato.